# Toxocara
Toxocara is een geslacht van vrij lange parasitaire rondwormen (Nematoden) die voorkomen in de darmen van een groot aantal soorten hond- en katachtigen. Mensen kunnen ook met deze wormen besmet raken en krijgen de ziekte toxocariasis. In het menselijk lichaam kunnen de wormen zich echter niet voortplanten.

## Taxonomie
De taxonomybrowser onderscheidt vijf soorten van het geslacht Toxocara:
1. Toxocara canis (hondenspoelworm)
2. Toxocara cati (kattenspoelworm)
3. Toxocara malaysiensis
4. Toxocara tanuki
5. Toxocara vitulorum

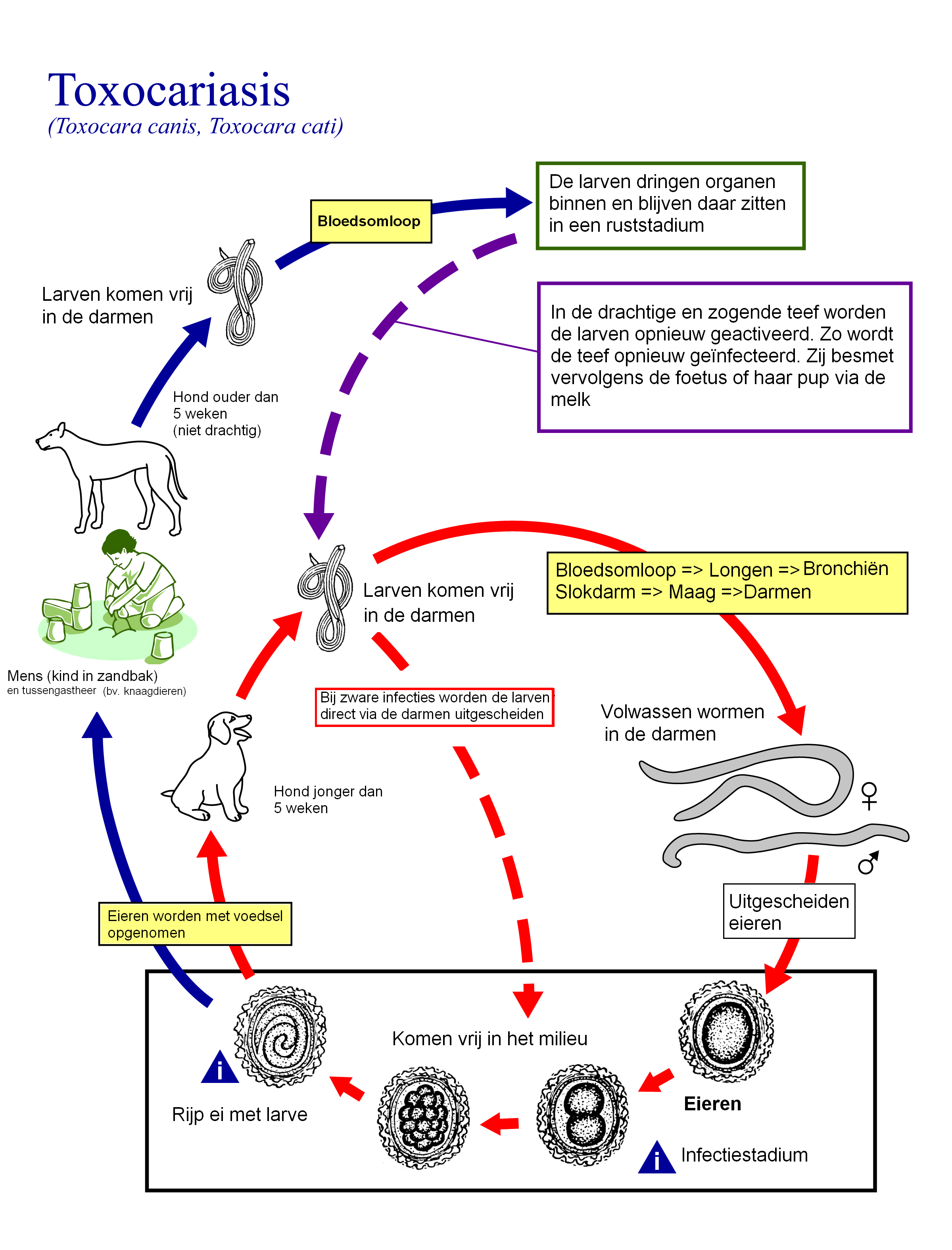
levenscyclus van spoelwormen uit het geslacht Toxocara
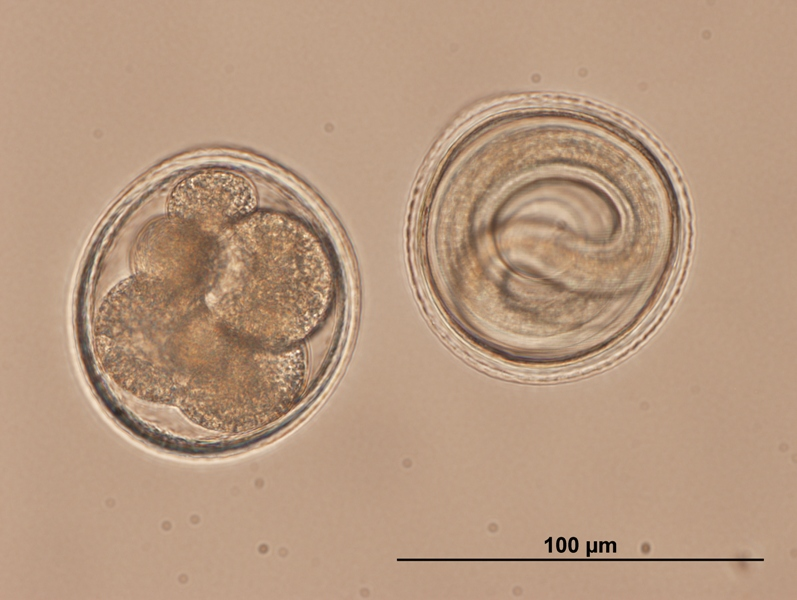
Toxocara-eieren. Links:morula, rechts: met infectieuze L3=larve